# أرتور غيريرو
أرتور غيريرو (بالإسبانية: Arturo Guerrero)‏ (30 أغسطس 1948 في المكسيك - ) هو مدرب كرة سلة ولاعب كرة سلة مكسيكي في مركز هجوم صغير الجسم، شارك في الألعاب الأولمبية الصيفية 1976 ودورة الألعاب الأمريكية 1967 وبطولة كأس العالم لكرة السلة 1974 والألعاب الأولمبية الصيفية 1968 وبطولة كأس العالم لكرة السلة 1967 وبطولة أمم الأمريكتين لكرة السلة 1980.

## وصلات خارجية
- أرتور غيريرو على موقع الاتحاد الدولي لكرة السلة (الإنجليزية)
- أرتور غيريرو على موقع سبورتس رفرنس (الإنجليزية)
- أرتور غيريرو على موقع أوليمبيديا (الإنجليزية)